# 雅莱德隆
雅莱德隆 (英語：Araidron) 是孟加拉国巴里萨尔专区恰洛加蒂縣的一个村庄，位於該國南部，巴里薩爾市西北側的近郊
。